# Fondali Isola di Cirella-Diamante
Fondali Isola di Cirella-Diamante este o arie protejată (arie specială de conservare — SAC, sit de importanță comunitară — SCI) din Italia întinsă pe o suprafață de 324 ha, integral marine.

## Localizare
Centrul sitului Fondali Isola di Cirella-Diamante este situat la coordonatele 39°41′27″N 15°48′24″E / 39.690833°N 15.806667°E.

## Înființare
Situl Fondali Isola di Cirella-Diamante a fost declarat sit de importanță comunitară în septembrie 1995 pentru a proteja un număr necunoscut de specii din flora spontană și fauna sălbatică aflate în arealul zonei. Situl a fost protejat și ca arie specială de conservare în iunie 2017.

## Biodiversitate
Situată în ecoregiunea mediteraneană, aria protejată conține 4 habitate naturale: Straturi cu Posidonia (Posidonion oceanicae), Peșteri marine scufundate complet sau parțial, Recifuri, Bancuri de nisip acoperite în permanență slab de apă marină.
La baza desemnării sitului se află un număr nedeclarat de specii protejate: